# Wardriving

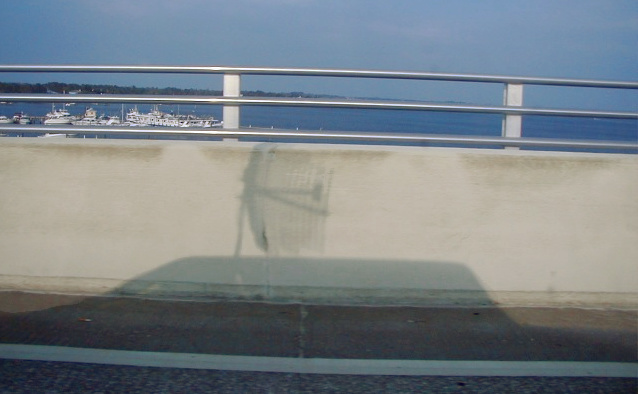
Wardriving

Il wardriving è un'attività che consiste nell'intercettare reti Wi-Fi, in automobile, in bicicletta o a piedi, con un laptop, solitamente abbinato ad un ricevitore GPS per individuare l'esatta posizione della rete trovata ed eventualmente pubblicarne le coordinate geografiche su un apposito sito web. Per una migliore ricezione vengono usate antenne direzionali. È necessario utilizzare un software specifico, disponibili per diverse piattaforme: Netstumbler (Windows), KisMac (Macintosh), Kismet (GNU/Linux) e Ministumbler (PocketPC). La maggior parte delle volte questi software sono disponibili gratuitamente sul web.
Esistono inoltre altri termini simili al wardriving, come ad esempio warbiking e warjogging, ma indicano comunque sempre il fatto di girovagare per una zona ben precisa alla ricerca di reti Wi-Fi.

## Etimologia
Il wardriving è nato dal termine wardialing, il quale è un metodo diffuso da un personaggio interpretato da Matthew Broderick nel film WarGames dal quale prende, inoltre, il nome. Il wardialing consiste nel comporre ogni numero telefonico di una specifica sequenza alla ricerca di modem per poter instaurare una comunicazione. Questa tecnica è stata molto utilizzata prima dello sviluppo di Internet per l'attacco ad un computer.

## Descrizione
Il wardriving in sé consiste nel trovare un Access Point (AP) e registrarne la posizione. Alcune persone, invece, infrangono le scarse misure di sicurezza tipiche di queste reti per accedere ai file personali. Poiché nella maggior parte dei casi le reti wireless sono collegate ad Internet, molte persone si introducono in queste reti solamente per navigare gratis e ad alta velocità di trasmissione. In quest'ultimo caso il wardriving rientra nell'accezione più generica di thiefing.
Attraverso il wardriving gli hacker, in pratica, eseguono una specie di sondaggio dei possibili bersagli alla ricerca di opportunità, al contrario di quando uno di loro decide di concentrarsi su di un computer ben preciso. Uno dei principali strumenti utilizzati è lo sniffer che serve per analizzare la crittografia di una determinata rete Wi-Fi. Per quanto riguarda la difesa, oltre ai protocolli più diffusi, vengono utilizzati dei certificati che permettono l’accesso o meno a computer specifici. Il problema qui sorge quando un hacker si impossessa di un computer in grado di accedere alla rete wireless. Molte reti sono penetrabili grazie al fatto che la configurazione del loro codice SSID iniziale viene lasciata inalterata, dunque un hacker come primo passo prova un nome utente ed una password standard. Per semplificare la ricerca di reti Wi-Fi, inoltre, viene adottato il metodo di warchalking, disegnare un simbolo in una determinata zona che andrà a descrivere le caratteristiche di una rete. Esistono inoltre strumenti appositi disponibili sul web per attaccare reti Wi-Fi.
Secondo la normativa italiana è illegale procurarsi l'accesso ad una rete privata senza aver ottenuto un'esplicita autorizzazione.

## Varianti
Il warbiking o il warcycling sono attività simili al wardriving ma sono eseguite, rispettivamente, a bordo di una bici o di una moto in movimento. Queste pratiche vengono facilitate, la maggior parte delle volte, dal fatto che venga montato nel veicolo un dispositivo con una scheda di rete Wi-Fi.
Il warwalking, chiamato anche warjogging, a differenza del wardriving, è un'attività eseguita a piedi invece che da un veicolo in movimento. Gli svantaggi di questo metodo sono la bassa velocità di viaggio (ovviamente a piedi si trovano meno reti wireless ed anche meno frequentemente che viaggiando a bordo di una macchina) e l'assenza di un ambiente informatico comodo. Di conseguenza, questa tecnica è stata dominata da dispositivi palmari come i Pocket PC, i quali possono eseguire in maniera più adatta questo tipo di operazione mentre un utente sta camminando. La tecnologia, con il passare del tempo, è avanzata e questa pratica è stata migliorata nei primi anni 2000. I progressi, a partire dal 2002, presentano computer con un Wi-Fi integrato, piuttosto che schede aggiuntive come una CompactFlash (CF) o una PC Card (PCMCIA) come nei pocket computers di Toshiba, Dell Axim e Compaq iPAQ. Più recentemente, la proprietà del Wi-Fi è stata inserita in dispositivi come il Nintendo DS e la Sony PSP. Inoltri, la maggior parte degli smartphone moderni possiedono un sistema GPS (Global Positioning System) ed un Wi-Fi integrato.
Il warrailing, o wartraining, è un'attività simile al wardriving solo che viene eseguita a bordo di un treno o di un tram. Gli svantaggi di questo metodo sono l'altà velocità di viaggio (ovviamente in treno o in tram si trovano meno reti wireless ed anche meno frequentemente che viaggiando a bordo di una macchina) e, spesso, i percorsi sono limitati.
Il warkitting è una combinazione tra wardriving e rootkitting. In un attacco warkitting, un hacker sostituisce il firmware del router che si desidera attaccare. Questa attività permette di controllare tutto il traffico della vittima e potrebbe consentire di disabilitare SSL sostituendo un contenuto HTML durante uno specifico download. Il warkitting è stato scoperto da Tsow, Jakibsson, Yang e Wetzel nel 2006. Essi scoprirono che il 10% dei router wireless erano sensibili al WAPjacking (configurazione maligna delle impostazioni del firmware senza però riportare modifiche al firmware stesso), mentre il 4,4% della totalità erano vulnerabili al WAPkitting (sovvertire il firmware del router). Le loro analisi mostrarono che il volume del furto di credenziali possibile attraverso il warkitting superava le stime del furto di credenziali attraverso il phishing.

## Mappatura
I wardriver, persone che eseguono attività di wardriving, utilizzano un dispositivo con una scheda di rete Wi-Fi associata ad un dispositivo GPS per registrare la posizione di una rete wireless. I risultati ottenuti possono poi essere caricati in appositi siti web come WiGLE, openBmap o Geomena dove i dati vengono elaborati allo scopo di formare delle mappe, aggiornate continuamente, che identificano la totalità delle reti trovate. Inoltre, ci sono anche alcuni Client disponibili che funzionano sul sistema operativo Android che possono caricare direttamente i dati. Per ottenere un elevato raggio d'azione ed una migliore sensibilità vengono utilizzate anche delle antenne, acquistate o anche costruite a mano, variando da quelle monodirezionali a quelle estremamente direzionali.
Le mappe degli ID di rete wireless identificati possono poi essere usate come sistema di geolocalizzazione, un'alternativa al GPS, triangolando la posizione corrente dall'intensità del segnale dell'ID di rete conosciuto. Gli esempi più importanti sono Place Lab di Intel, Skyhook, Navizon di Cyril Houri, SeekerLocate di Seeker Wireless, openBmap e Geomena. Navizon e openBmap combinano informazioni provenienti da mappe di reti wireless e ripetitori cellulari fornite da utenti che possiedono un telefono con una scheda di rete Wi-Fi al suo interno. In aggiunta al rilevamemento della posizione, ciò può fornire informazioni di navigazione, può consentire di tener traccia della posizione di alcuni amici ed offre la funzionalità di geotagging.
Nel dicembre del 2004, una classe di 100 studenti ha lavorato, per diverse settimane, per riuscire a mappare la città di Seattle, Washington. Essi hanno trovato 5225 access points, dei quali il 44% era protetto con cifratura WEP, il 52% era pubblico ed il 3% era a pagamento per l'accesso. Inoltre, gli studenti hanno notato delle tendenze nella frequenza e nella sicurezza delle reti wireless in base alla loro posizione geografica. Molte delle reti pubbliche erano chiaramente destinate ad essere usate dal pubblico in generale, con nomi delle rete del tipo "Open to share, no porn please" o "Free access, be nice". Tutte le informazioni sono state raccolte in mappe aventi un'alta risoluzione, pubblicate in seguito nel web. In precedenza erano state mappate città come Dublino con lo scopo di testare la sicurezza delle reti wireless presenti.

## Sicurezza wireless
Esistono diversi sistemi di protezione per le reti wireless, tra cui le più conosciute:
- Open: è la modalità impostata di default in un router wireless, consente a chiunque di accedere alla rete senza l’utilizzo di una password. Ovviamente, in questo caso il livello di protezione è nullo ed, inoltre, i dati sono scambiati in chiaro.

- WEP: inizialmente la chiave Wep (40 o 104 bit) viene concatenata ad un vettore di inizializzazione (IV) di 24 bit per formare una stringa da 64 o 128 bit che sarà data in input all'algoritmo RC4 per formare la chiave di cifratura dei dati. Parallelamente i dati da crittografare vengono scomposti in blocchi e concatenati con bit di checksum (ICV) per formare una stringa della stessa lunghezza della chiave RC4. Infine viene effettuato lo XOR tra la chiave RC4 e i blocchi a formare il testo cifrato cui viene aggiunto il vettore di inizializzazione. È proprio l'uso di quest'ultimo che ha determinato la maggior debolezza del protocollo WEP: l'algoritmo RC4 infatti risulta vulnerabile se vengono utilizzate le chiavi per più di una volta. Questo è esattamente quello che accade con il WEP, il vettore di inizializzazione essendo soltanto lungo 24 bit, ammette uno spazio di solo {\displaystyle 2^{24}} combinazioni. Inoltre il protocollo WEP prevede la reinizializzazione del IV ogni qual volta si origini una collisione nella trasmissione dei pacchetti dati. Bastano solo 5 milioni di frame (quantità paragonabile a qualche ora di intercettazioni) per riuscire a ricavare la chiave WEP. Recentemente è stato scoperto un metodo statistico che riduce di diversi ordini di grandezza il tempo necessario al crack della chiave, portando il numero di pacchetti da intercettare da 5 milioni a solo 40.000. È ora possibile crackare anche il WEP a 128 bit con un portatile di media potenza in meno di due minuti (50% di probabilità di avere la chiave sotto il minuto). Allo stato attuale è più veloce crackare una chiave wep che inserire manualmente la chiave nell'access point. È quindi fortemente sconsigliato l'uso di questo sistema di cifratura per proteggere la propria connessione. In conclusione, il concetto principale sta nel fatto che più lunga sarà la password (64, 128 o 256 bit) maggiore sarà il livello di protezione della rete wireless.

- Wi-Fi Protected Access (WPA): è un protocollo per la sicurezza delle reti senza fili Wi-Fi creato per risolvere i problemi di scarsa sicurezza del precedente protocollo di sicurezza, il WEP. La sicurezza è maggiore rispetto al WEP poiché viene usato un algoritmo per l'offuscamento ed è diversa la crittografia dei dati. I due sistemi descritti non sono compatibili reciprocamente, pochi hacker sono riusciti a violare il protocollo WPA grazie al livello elevato di protezione.[6]
- Wi-Fi Protected Access - Pre Shared Key (WPA-PSK): rappresenta una sorta di combinazione tra il protocollo WEP e il protocollo WPA. Viene utilizzata una chiave condivisa come nel WEP ma viene utilizzato un algoritmo di cifratura molto robusto come nel WPA.[6]

## Considerazioni etiche e legali
Alcune persone ritengono che il wardriving sia una pratica discutibile (tipicamente dalla sua associazione con il piggybacking), anche se, dal punto di vista tecnico, ogni cosa funziona come da progetto: molti access point trasmettono dati identificabili e accessibili da chiunque con un ricevitore adatto. Il wardriving potrebbe essere paragonato alla creazione di una mappa dei numeri civici di un quartiere e delle etichette della casella postale.
Non esistono leggi che specificamente proibiscono o permettono di effettuare wardriving, anche se diversi luoghi hanno leggi che vietano l'accesso non autorizzato a reti informatiche e che proteggono la privacy personale. Google ha creato una "privacy storm" in alcuni Paesi dopo aver concesso sistematicamente, ma in modo surrettizio, la raccolta di dati Wi-Fi mentre acquisiva filmati e dati cartografici per il suo servizio di Street View. Da allora, Google utilizza dispositivi basati su sistema operativo Android per raccogliere questo tipo di dati.
Il wardriving di "solo ascolto", il cosiddetto wardriving passivo (con programmi come Kismet o KisMAC), non comunica con le reti, ma registra semplicemente gli indirizzi di trasmissione. Questo può essere paragonato all'ascolto di una stazione radio che sta trasmettendo in una determinata zona.
Con altri tipi di software, come NetStumbler, il wardriver invia attivamente messaggi di probe e l'access point risponde da progetto. La legalità del wardriving attivo è meno certa dal momento in cui il wardriver diventa temporaneamente "associato" alla rete, anche se non viene trasferito nessun dato. La maggior parte degli access point, quando vengono utilizzate le impostazioni di sicurezza "out of the box" predefinite, servono per fornire accesso wireless a tutti coloro che ne fanno richiesta. La responsabilità del wardriver può essere ridotta impostando il computer con un indirizzo IP statico, al posto di utilizzare DHCP, impedendo alla rete di concedere al computer un indirizzo IP o di registrare la connessione effettuata.
Negli Stati Uniti, il caso a cui si fa riferimento per determinare se una rete è stata "acceduta" è State v. Allen. In questo caso, Allen cercò di eseguire attività di wardialing nel tentativo di ottenere chiamate a luna distanza attraverso i sistemi della Soutwestern Bell. Nel momento in cui venne esposta una schermata di protezione della password, tuttavia, non tentò di aggirarla. La corte ha sentenziato che, sebbene avesse "contattato" o "acceduto" al sistema informatico, ciò non costituiva "accesso" alla rete aziendale.

## Software
- iStumbler
- InSSIDer
- Kismet
- KisMAC
- NetSpot[13]
- NetStumbler
- WiFi-Where
- WiGLE per Android

Oltre a questi numerosi software esistono anche applicazioni homebrew per il wardriving progettate per console di gioco portatili che supportano il Wi-Fi, come sniff jazzbox/wardrive per il Nintendo DS/Android, Road Dog per la Sony PSP, WiFi-Where per gli iPhone, G-MoN, Wardrive, Wigle Wifi per Android, e WlanPollution per dispositivi Symbian NokiaS60. Esiste anche una modalità all'interno di Metal Gear Solid: Portable Ops per la Sony PSP (il giocatore è in grado di trovare nuovi compagni cercando punti di accesso wireless) che può essere utilizzato per effettuare wardriving. Treasure World per il Nintendo DS è un gioco commerciale in cui il gameplay ruota interamente attorno al wardriving.

### Informazioni
- (EN) Sito dedicato alla sicurezza del protocollo 802.11, su wardrive.net.
- (EN) WiGLE.net (Wireless Geographical Logging Engine) database mondiale di dati da wardriving, su wigle.net.
- (EN) World Wide War Drive, su worldwidewardrive.org.
- (EN) Legalità del Wardriving, su ssrn.com.

### Software
- (EN) NetStumbler e Ministumbler, su stumbler.net.
- (EN) KisMac, su kismac.macpirate.ch.
- (EN) Kismet, su kismetwireless.net.
- (EN) Aircrack-ng, su aircrack-ng.org.
- Ufo Wardriving, su ufo-wardriving.it.